# Гамир, Луис
Луис Гамир Касарес (исп. Luis Gámir Casares; 8 мая 1942, Мадрид, Испания — 15 января 2017, там же) — испанский государственный деятель, министр торговли и туризма (1980—1982), министр транспорта и коммуникаций (1981—1982) Испании.

## Биография
Окончил юридический факультет Мадридского университета, затем — факультет внешней торговли и экономического развития Оксфордского университета. В дальнейшем вошел в состав Высокого корпуса испанских государственных экономистов и торговых экспертов, административного органа, специализирующегося на разработке и осуществлении экономической и торговой политики правительства Испании. Также являлся профессором экономической политики в Мадридском университете Комплутенсе. В 2001 г. стал почетным доктором Университета им. Мигеля Эрнандеса в Эльче.
Член Союза демократического центра (СДЦ), на всеобщих выборах 1977 года он был избран депутатом Конгресса по избирательному округу в Аликанте, сохранил мандат до 1982 г. В правительстве Адольфо Суареса был назначен техническим секретарем министерства сельского хозяйства, впоследствии являлся президентом Ипотечного банка и государственным секретарем в министерстве социального обеспечения.
В 1980—1982 гг. — министр торговли и туризма, одновременно в 1981—1982 гг. — министр министр транспорта и коммуникаций Испании.
После сокрушительного поражения на выборах 1981 г. и самороспуска СДЦ он на несколько лет покинул политику, пока в 1991 г. не вступил в Народную партию, в которой он был генеральным координатором по вопросам экономики и членом ее правления. С 1992 по 2006 г. избирался от этой партии в Конгресс депутатов Испании от Мурсии и Мадрида.
В 2006 г. завершил политическую карьеру и был назначен вице-президентом Совета по ядерной безопасности.

## Награды и звания
Кавалер Большого креста ордена Карлоса III и ордена Изабеллы Католической.
В 2002 г. был удостоен Премии Хайме I.